# المستأجر (فلم إسباني)
المُستأجر (بالإسبانية: Hogar) هو فيلم إثارة إسباني من كتابة وإخراج ديفيد باستور وأليكس باستور سنة 2020. وبطولة كل من خافيير غوتيريز ألفاريز وماريو كاساس وبرونا كوزي.
تم إصداره في 25 مارس 2020 على نتفليكس في الولايات المتحدة، وعبر الإنترنت في بلدان أخرى.

## القصة
يشرع مسؤول إعلانات عاطل عن العمل في مراقبة المستأجر الجديد لمنزله السابق، ثم تأخذ دوافعه تجاه أسرة المستأجر منحًى شريرًا.

## روابط خارجية
- مقالات تستعمل روابط فنية بلا صلة مع ويكي بيانات